# Islands Brygge Syd
Islands Brygge Syd (omtales også som Artillerivej Syd) er betegnelsen for det område af Islands Brygge, der ligger syd for Drechselsgade. Mod syd afgrænses området af Nokken. Området består pt., mest af nedlagt industri, men det er planen at der skal byudvikles og bygges boliger, erhverv og en kunstig vig med en sandstrand.

## Fremtidige planer
De fremtidige planer for området er tænkt som at området skal være en selvstændig bydel med et aktivt forretningsliv. Masterplanen er tegnet af Plot (DK) og West 8 (NL). Vinderprojektet blev valgt i en arkitektkonkurrence, og vandt fordi det bedst inddrog den blå havn og den grønne fælled i projektet.

## Eksterne link
- Lokalplan 410 for Islands Brygge Syd Arkiveret 10. juni 2007 hos  Wayback Machine
- Hjemmeside for Islands Brygge Syd Arkiveret 2. august 2007 hos  Wayback Machine

|  | Denne artikel om lokaliteten Islands Brygge Syd kan blive bedre, hvis der indsættes et (bedre) billede. Du kan hjælpe ved at afsøge Wikimedia Commons for et passende billede eller lægge et op på Wikimedia Commons med en af de tilladte licenser og indsætte det i artiklen. |

|  | Denne artikel kan blive bedre, hvis der indsættes geografiske koordinater Denne artikel omhandler et emne, som har en geografisk lokation. Du kan hjælpe ved at indsætte koordinater i wikidata. |